# جامعة كانتربري
جامعة كانتربري هي جامعة عامة في نيوزيلندا تأسست عام 1873. تقع في مدينة كرايستشيرش.

## إحصائيات
يبلغ عدد طلاب الجامعة 14,872 طالب، منهم 2,061 طالب دراسات عليا.

## وصلات خارجية
- الموقع الرسمي